# Bruno Leydet
Bruno Leydet, noto anche con lo pseudonimo di Bertrand Defos (Fontainebleau, 14 luglio 1890 – Saint-Jean-de-Luz, 6 luglio 1962), è stato uno scrittore francese.

## Biografia
Bruno Leydet nasce a Fontainebleau dove il padre, capitano di artiglieria dell'Armée de terre, era stato assegnato al ritorno dal Tonchino e dove prestava servizio nell'École d'application de l'artillerie et du génie.
Ha combattuto nella prima guerra mondiale con il grado di tenente e nella seconda guerra mondiale con il grado di capitano.
Amico dai tempi del liceo di Raoul Villain, è stato coinvolto nel 1919 come testimone nel processo per l'assassinio di Jean Jaurès.
Nel 1938 venne in contatto con Gregorio Marañón invitandolo a tenere una conferenza a Londra e chiedendogli di tradurre i suoi scritti.
Nel 1926 si è sposato con Dorothy Lindsey a Londra.

## Opere
Con lo pseudonimo di Bertrand Defos ha pubblicato tra il 1933 e il 1957 diversi romanzi e altre opere letterarie. Il romanzo Le compagnon de route vinse nel 1951 il premio letterario Le prix Cazes.
- Bon temps viendra, 1933
- La conference de Biarritz (romanzo), Paris, Albin Michael éditeur, 1934.
- La Corde raide (romanzo), 1934
- Aimer n'est pas si simple, 1936
- Les Femmes fidèles, Editions Plon, 1937
- Le drame de Haute Combe, Jean Vigneau Editeur, 1948[10]
- Le compagnon de route (romanzo), Paris, Gallimard, 1950
- Simon le superbe, Paris, Gallimard, 1957 (romanzo)[11][12]